# Familia Buffalo
Familia Buffalo - cunoscută și sub denumirea de familia Magaddino, familia criminală din statul New York, familia Todaro, Upstate New York Mafia, Mafia Buffalo și The Arm - este o familie asociată mafiei americane cu sediul în Buffalo, New York implicată în crima organizată. Investigatorii susțin că familia își desfășoară activitatea în vestul statului New York⁠(d), Erie, Pennsylvania și Hamilton, Ontario. Despre familia Buffalo se susține că ar avea legături puternice cu familiile Papalia⁠(d) și Luppino din Hamlton. Conform Departamentului de Justiție al Statelor Unite, actualul boss al familiei este Joseph Todaro Jr.⁠(d) care a preluat conducerea după ce tatăl său, Joseph Todaro Sr., s-a retras.

## Istoric
La începutul anilor 1900, Angelo Palmeri a devenit primul șef al familiei Buffalo. În 1912 a renunțat la funcție și a preluat rolul de subșef, iar conducerea a fost preluată de Joseph Di Carlo.
În 1921, Stefano Magaddino, imigrant italian din Castellammare del Golfo, Sicilia care ajunge în New York City în 1902, fuge în Buffalo în încercarea de a nu fi acuzat de crimă în cazul lui Camillo Caizzo în Avon-by-the-Sea⁠(d).  Șeful familiei Buffalo, Joseph DiCarlo, moare în 1922, iar Magaddino preia funcția de don.

Familia Buffalo a câștigat influență în timpul prohibiției prin distribuirea ilegală a băuturilor alcoolice⁠(d). În 1931, Stefano Magaddino devine unul dintre primii membri originali ai Comisiei, corpul politic al mafiei americane. Cel mai puternic aliat al său din cadrul Comisiei a fost vărul său Joseph Bonnano; cei doi proveneau din același oraș sicilian. Comisia a decis în 1931 că Magaddino și familia sa vor controla Ontario, Canada, iar Joseph Bonanno și familia Bonanno  vor controla Quebec, Canada. Familia Buffalo a rămas puternică și într-o oarecare măsură unită până când conducerea sa a fost contestată în anii 1960 când Magaddino devine ținta asasinilor.
Imperiul lui Magaddino a intrat în declin în 1968 când poliția a descoperit 500.000$ ascunși în casa funerară a lui Magaddino și în mansarda fiului său. ”În acea perioadă, Magaddino le spunea subalternilor că nu sunt suficienți bani și nu poate să le plătească bonusurile de Crăciun” susține Hartnett. „Oamenii nu au mai avut încredere în el când am descoperit toți acei bani”.
Războiul intern a continuat după ce Magaddino moare din cauze naturale pe 19 iulie 1974, dar s-a încheiat la începutul anilor 1980 când Joseph Todaro Sr. a devenit boss.